# Apogurea grisescens
Apogurea grisescens là một loài bướm đêm thuộc phân họ Arctiinae, họ Erebidae.